# Hubert de Burgh

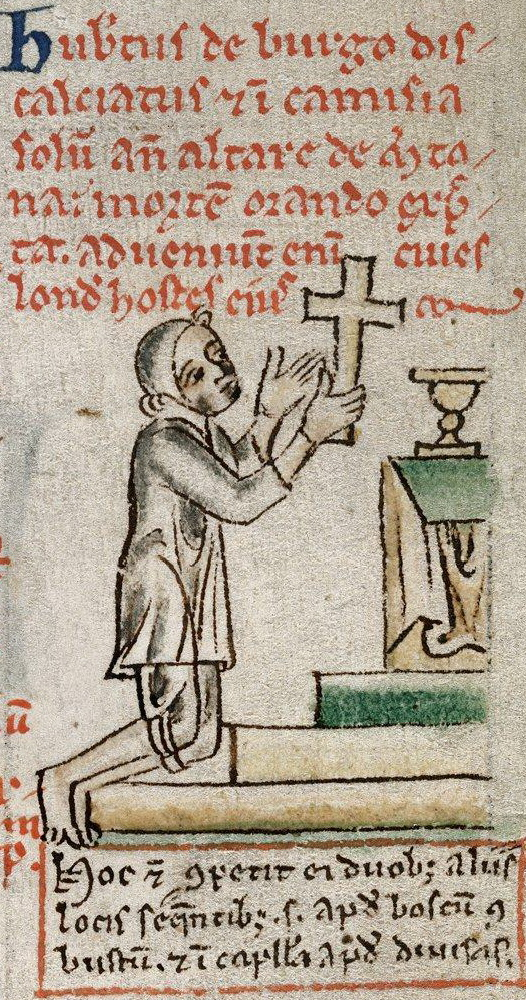
Hubert de Burgh in de kroniek van Matthew Paris.

Hubert de Burgh (ca. 1170 - Banstead, 5 mei 1243) was een Engels edelman die onder de koningen Jan en Hendrik III van Engeland diende als Chief Justiciar.

## Biografie
Hubert de Burgh kwam uit een familie van kleine landeigenaren uit Suffolk en Norfolk. In 1198 kwam hij aan het werk aan het hof van Jan zonder Land en in vier jaar tijd wist hij snel op te klimmen. Zo diende hij als graaf van Mortain, was hij ambassadeur naar Portugal en was hij kamerheer van de hofhouding. In 1202 werd hij naar Frankrijk gestuurd om Poitou te verdedigen tegen de aanvallen van Filips II van Frankrijk. Hij wist het kasteel van Chinon lange tijd uit handen van de Fransen te houden, maar in 1205 werd het toch ingenomen en raakte De Burgh in Franse gevangenschap. Na twee jaar werd hij vrijgekocht en verkreeg hij van Jan landerijen in East Anglia.
Hij diende ook onder Jan tijdens diens desastreus verlopen veldtocht in 1214 en gedurende de baronnenoorlog die vervolgens uitbrak, bleef hij loyaal aan zijn koning en verdedigde hij Dover Castle tegen de Fransen en ook wist hij Eustaas de Monnik te verslaan tijdens de Slag bij Sandwich. Ook gedurende het koningschap van Hendrik III bleef De Burgh een belangrijk persoon aan het hof. Hij had echter de nodige tegenstanders gemaakt gedurende zijn leven en door hen belandde hij in 1232 in de gevangenis. Hij ontsnapte uit Devizes Castle en nam vervolgens deel aan de opstand van Richard Marshall in 1233. Hij overleed in 1243 en werd in de kerk van de dominicanen in Holborn begraven.

## Huwelijken
Hubert was aanvankelijk verloofd met Joan de Redvers, dochter van de vijfde graaf van Devon, maar het huwelijk vond nooit plaats. Hij huwde vervolgens driemaal. Eerst met Beatrice de Warenne, zijn tweede huwelijk was met Isabella van Gloucester en ten slotte met Margaret van Schotland.